# Jyrki Katainen
Jyrki Katainen (Siilinjärvi, 14 ottobre 1971) è un politico finlandese, ministro capo della Finlandia dal 2011 al 2014.
Presidente del Partito di Coalizione Nazionale dal 2004 al 2014, già viceministro capo e ministro delle finanze dal 2007 al 2011, ha ricoperto il ruolo di vicepresidente della Commissione europea e commissario per il lavoro, la crescita, gli investimenti e la competitività nella commissione Juncker; era già stato commissario europeo per gli affari economici e monetari, in seno alla commissione Barroso II.

## Biografia
Katainen è nato e cresciuto a Siilinjärvi, ha svolto la professione di docente part-time fin quando non ha deciso di diventare consigliere comunale di Siilinjärvi nel 1993.

## Carriera politica

### Parlamentare e vicepresidente del PPE
Dopo essere diventato consigliere comunale,  venne eletto nell'Eduskunta, il parlamento della Finlandia dal distretto del Savo settentrionale nel 1999 dove fu il vicesegretario del partito fino al 2001, quando poi ne divenne il leader nel 2004 fino al 2014.
Nel marzo del 2003, venne anche eletto vicepresidente del Partito Popolare Europeo, per un periodo di tre anni.

### Ministro delle finanze
Nelle elezioni parlamentari del 2007, il Partito di Coalizione Nazionale, guidato da Katainen, fu il secondo partito più votato, dopo i socialdemocratici. Katainen assunse la direzione del Ministero delle finanze nel governo Vanhanen, sostenuto anche da Partito di Centro, Lega Verde e Partito Popolare Svedese.
Nel novembre 2008, il Financial Times ha eletto Katainen come il miglior ministro delle finanze europeo.

### Ministro capo e successivamente commissario UE
Nelle elezioni parlamentari del 2011, il Partito di Coalizione Nazionale divenne per la prima volta dall'indipendenza della Finlandia il partito di maggioranza nel Paese. Dopo lunghe consultazioni Jyrki Katainen divenne Primo ministro a capo di un parlamento formato da sei partiti e venne ufficialmente incaricato dalla Presidente Tarja Halonen il 22 giugno 2011 di formare il nuovo governo, che ha lasciato a fine giugno 2014 per un incarico nel Parlamento europeo, facendo così nascere il Governo Stubb.
Dal 17 luglio 2014 e fino al 31 ottobre 2014 ha assunto l'incarico di Commissario europeo per gli affari economici e monetari nell'ambito della commissione Barroso II. Per essere confermato nell'incarico è stato ascoltato in audizione dalle competenti commissioni parlamentari del Parlamento europeo il 14 luglio e la sua nomina è stata approvata dalla plenaria il 16 luglio; infine il Consiglio ha dato il proprio via libera definitivo il giorno seguente.

## Vita personale
Katainen è sposato con Mervi Katainen, da cui ha avuto 2 figli. Oltre al finlandese, parla fluentemente lo svedese e l'inglese.
Ogni anno partecipa ad una maratona e il suo record è quello di 3.54.23.
Katainen ha preso parte al 22º Jamboree mondiale dello scautismo nel 2011 e fu protettore onorario del Roverway 2012.
Il 22 ottobre 2012 Katainen scampò ad un attentato a Turku, dove partecipava ad un dibattito. L'attentatore che voleva accoltellare il premier è stato arrestato.